# ثرمي روما
ثرمي روما(بالإنجليزية: Thermae Romae)‏ هي سلسلة مانغا يابانية من تأليف ماري يامازاكي نشرت في الفترة بين 2008-2013، من المقرر عمل أنمي مقتبس من المانعا وعرضه على نتفليكس في 2022.